# Josef Strater
Josef „Jupp“ Strater (* 7. Juli 1899 in Krefeld; † 31. August 1956 in Vorst, heute Krefeld-Forstwald) war ein deutscher Maler, Freskant und Entwurfzeichner für Glasmalerei. Er gilt als Vertreter der expressionistischen Kirchenmalerei.

## Leben
Strater wuchs als Sohn eines Färbermeisters in ärmlichen Verhältnissen auf. Nach der Schule erhielt er zunächst eine Ausbildung als Maurer. An der Handwerker- und Kunstgewerbeschule Krefeld, die er ab 1920 besuchte, wurde er Schüler von Heinrich Dieckmann. 1924 hatte er dort mit Wolf von Beckerath und Curth Georg Becker eine kleine künstlerische Gemeinschaft in einem freien Maleratelier gebildet. In dieser Situation begegnete er Augustinus Winkelmann, einem kunstsinnigen Pfarrer, der jungen Künstlern Ferienaufenthalte auf Bauernhöfen organisierte und mit ihnen begann, das ehemalige Kloster Marienthal bei Brünen zu einem Zentrum für moderne Kunst zu machen. Er verschaffte Strater ein Studienstipendium, mit dem er von 1924 bis 1930 die Kunstakademie Düsseldorf besuchen konnte. Dort wurde er Meisterschüler von Heinrich Campendonk, einem bedeutenden Vertreter des Rheinischen Expressionismus. Max Creutz, der Direktor des Kaiser-Wilhelm-Museums in Krefeld, integrierte ihn in seinen Künstlerstammtisch.
Strater lebte mehrere Jahre in Marienthal. Anfang der 1930er Jahre schuf er für die katholische Pfarrkirche des Orts, die frühere Klosterkirche, monumentale Wandmalereien in Grisaille-Technik, die die Szenen des Kreuzwegs darstellen. Deren schwarzweißgraue Farbtöne sollten sich bewusst von den bunten Glasfenstern abheben. Hierzu hatte ihm Jan Thorn Prikker geraten, der damals auch in Marienthal arbeitete.
Der für Strater typische erzählerische Stil findet sich etwa auch in seinen Glasmalereien für die Liebfrauenkirche in Krefeld, wo er in kräftigen Farben drei zentrale Szenen aus dem Marienleben darstellte: Verkündigung, Geburt und Himmelfahrt. Neben Fenstern mit figürlichen Darstellungen schuf er auch Ornamentfenster.
Straters bedeutendste Schaffensperiode bildeten die 1950er Jahre. In dieser Zeit war er Mitglied der Krefelder Künstlergruppe 45. Unter der Last zahlreicher Aufträge bekam er gesundheitliche Probleme. Im Alter von 57 Jahren starb er in seinem Haus.
Josef Strater hatte einen 1936 geborenen Sohn, Josef Strater d. J. Dieser wurde ebenfalls ein Kirchenmaler, außerdem wirkte er als Glasbildhauer.

## Werke (Auswahl)

### Glasmalerei
- drei große Fenster (Geburt, Kreuzigung und Himmelfahrt) für die St.-Josefs-Kirche in Bocholt
- sieben Fenster mit Darstellungen der Schöpfungstage für das Bonner Münster (1948 im Auftrag der deutschen Bundesregierung)
- zwei Chorfenster (Verkündigung und Geburt) für die Liebfrauenkirche in Krefeld
- zwei Fenster für die Nikolauskapelle im Aachener Dom
- fünf Chorfenster, drei große Fensterrosen und sechs Querschifffenster für die Pfarrkirche in Lobberich
- Mittelchorfenster für die katholische Kirche St. Stephan in Krefeld
- zwei Fenster für St. Bonifatius in Krefeld-Fischeln
- Fensterfolge mit den acht Seligpreisungen in der Martinskirche in Krefeld
- Fenster mit Himmelfahrt Mariä in der Marienkirche in Kevelaer
- Fenster für die Kirche St. Anna in Lintorf
- Fenster für die Kirche St. Georg in Hottorf
- Fenster für die Kirche St. Gregorius in Golzheim
- Fenster für die Kirche St. Cornelius in Lamersdorf
- Fenster für die Kirche St. Pankratius in Beggendorf
- Fenster für die Kirche St. Christophorus in Gerderath
- Fenster im Regierungsgebäude Arnsberg
- Fenster in der Marienschule in Essen
- Rundfenster in St. Ludger in Bocholt-Spork

### Fresken
- Kreuzwegstationen und Schutzmantelmadonna im Kloster Marienthal/Hamminkeln[4]
- Kreuzigung Christi an der Chorwand der Franziskanerkirche Marienthal/Sieg
- Pfingstfest in der Exerzitienkapelle des Klosters Marienthal/Sieg
- Auferstehung an der Chorwand der Pfarrkirche in Wehbach/Sieg
- Kreuzigung in der Kapelle des Priesterseminars Aachen
- Kreuzigung in der Pfarrkirche in Wettringen

### Mosaik
- Kreuzweg für St. Stephan in Krefeld

### Altarbild
- Kreuzigung in der Kapelle des Fürsorgehauses in Wettringen